# 麥克唐納德海崖
83°15′S 157°50′E / 83.250°S 157.833°E
麥克唐納德海崖（英語：Macdonald Bluffs）是南極洲的海崖，位於奧次地，屬於米勒嶺的一部分，處於阿戈西冰川和阿爾戈冰川之間，由新西蘭探險隊繪入地圖。